# Дего
Дего (итал. Dego) је насеље у Италији у округу Савона, региону Лигурија.
Према процени из 2011. у насељу је живело 1131 становника. Насеље се налази на надморској висини од 303 м.

## Становништво
| 1931. | 1936. | 1951. | 1961. | 1971. | 1981. | 1991. | 2001. | 2011. |
| ----- | ----- | ----- | ----- | ----- | ----- | ----- | ----- | ----- |
| 3.043 | 2.998 | 3.447 | 2.731 | 2.252 | 2.037 | 1.938 | 1.948 | 2.003 |